# إنقلاب دو
إنقلاب دو (بالفارسية: انقلاب) هي قرية تقع في قسم اناران الريفي (مقاطعة دهلران) في إيران. يقدر عدد سكانها بـ 896 نسمة .